# Borrowed Plumage
Borrowed Plumage è un film muto del 1917 diretto da Raymond B. West sotto la supervisione di Thomas H. Ince. Sceneggiato da J.G. Hawks, di genere avventuroso, aveva come interpreti Bessie Barriscale, Arthur Maude, Dorcas Matthews, Wallace Worsley.

## Trama
Quando il conte di Selkirk e la sua famiglia vengono a sapere dell'imminente arrivo sulla loro isola della nave corsara di John Paul Jones, scappano dal castello lasciando lì solo Nora, la cuoca. Questa, allora, indossa gli abiti della padrona di casa e rimane ad aspettare l'arrivo dei soldati del re. Scambiata per la padrona di casa, lei invita i militari a essere suoi ospiti. Intanto, sulla nave, il terzo ufficiale Darby O'Donovan riconosce l'isola come la sua terra natía. Mandato a terra in avanscoperta, vede Nora, la ragazza di cui era innamorato, che intrattiene i soldati inglesi. Darby, allora, si presenta al convivio spacciandosi per un gentiluomo irlandese. Più tardi, però, viene smascherato da uno dei pescatori dell'isola che rivela la sua vera identità, facendolo arrestare. Nora, nel tentativo di salvarlo, si traveste da soldato e va a chiedere aiuto ai corsari. Dopo una battaglia tra inglesi e americani, la nave prende il largo e Darby, ritornato a bordo con Nora, parte con lei alla volta degli Stati Uniti.

## Produzione
Il film fu prodotto dalla Triangle Film Corporation.

## Distribuzione
Distribuito dalla Triangle Distributing, il film uscì nelle sale cinematografiche degli Stati Uniti il 29 luglio 1917. In Francia, venne distribuito il 29 luglio 1917 con il titolo Comtesse!.
Copie della pellicola, un positivo in nitrato e un duplicato in acetato (mancanti di un rullo) sono conservate negli archivi della Library of Congress di Washington.